# Loris Loddi
Loris Loddi (Roma, 3 dicembre 1957) è un attore e doppiatore italiano.

## Biografia

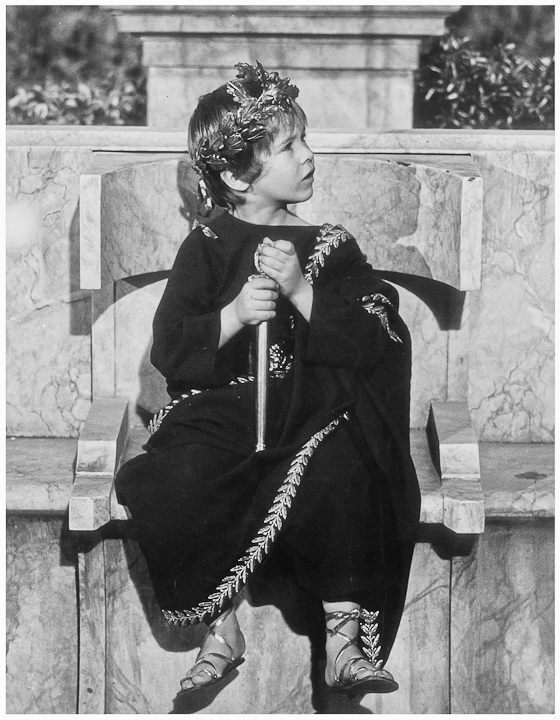
Loris Loddi interpreta Cesarione nel film Cleopatra, diretto da Joseph L. Mankiewicz (1963)

Ha esordito nel cinema come attore bambino nel 1961, dopo essere stato scelto da Mario Bava per il film Gli invasori e l'anno successivo ha recitato il suo primo ruolo in inglese dopo che Elizabeth Taylor e Joseph L. Mankiewicz, rispettivamente protagonista e regista del kolossal Cleopatra, lo hanno selezionato per interpretare il personaggio di Cesarione, figlio di Cesare e Cleopatra. Ha vestito inoltre i panni di Marzio Ciano ne Il processo di Verona, diretto da Carlo Lizzani, al fianco di Silvana Mangano ed è stato l'indemoniato in Francesco  di Liliana Cavani.
A teatro, scelto e diretto da Luchino Visconti, nel 1963 ha interpretato il diavolo ne Il diavolo in giardino al Teatro Massimo di Palermo.
È apparso in diverse pellicole western all'italiana: 100.000 dollari per Ringo e Un fiume di dollari diretti da Carlo Lizzani, Il grande silenzio, Johnny Oro diretti da Sergio Corbucci, Da uomo a uomo diretto da Giulio Petroni e in vari peplum: diretto da Domenico Paolella in Maciste contro i mongoli, Ercole sfida Sansone di Pietro Francisci e Maciste nelle miniere di re Salomone di Martin Andrews.
Ha recitato in sceneggiati Rai quali Le inchieste del commissario Maigret al fianco di Gino Cervi (episodi L'innamorato della signora Maigret e Il cadavere scomparso) e in altri sceneggiati come David Copperfield (1965), nel ruolo di Wilkins Micawber Jr., Il conte di Montecristo (1966), nel ruolo di Edouard de Villefort e La fiera della vanità (1967), nel ruolo del piccolo Georgy Osborne, diretti da 
Anton Giulio Majano. Nel 1968 recita nuovamente in inglese ne L'ultimo avventuriero di Lewis Gilbert, interpretando Dax Xenos da bambino. 
Nel campo del doppiaggio, nel 1967 ha vinto il provino per Mowgli ne Il libro della giungla e in seguito ha partecipato alle edizioni italiane di diverse produzioni, dando la voce a numerosi attori e personaggi animati. Ha doppiato in diverse occasioni l'attore Michael C. Hall a cui, dal 2006 al 2013 ha prestato la voce nelle otto stagioni della serie televisiva Dexter. Dal 2013 al 2022 è la voce di Arthur Shelby/zio Arthur (Paul Anderson) nella serie Peaky Blinders. 
Nel 2021, nel film di Massimo Cappelli E buonanotte interpreta Spartaco, un disoccupato ex alcolizzato che gestisce una comune per disadattati e sempre per Massimo Cappelli, e nello stesso anno ha il ruolo di Felice "Sbarra" Proietti, un famoso esponente della malavita romana, nella serie di sedici puntate Un professore, diretta da Alessandro D'Alatrie in onda su Rai 1 e nello stesso anno ha il ruolo di un giudice in House of Gucci di Ridley Scott. 
Nel 2022 interpreta il grafico che nel 1963 ideò il logo per Ferruccio Lamborghini in Lamborghini - The Man Behind the Legend, lungometraggio diretto da Bobby Moresco. L'anno successivo interpreta Cardinal Villanueva in Conclave di Edward Berger e, nuovamente per la regia di Massimo Cappelli, veste i panni del professore universitario Celli Cesaretti in Prima di andare via. Nel 2024 è diretto da Mark Waters ne La dolce villa, nel ruolo di un politico.

## Filmografia

### Cinema
- Gli invasori, regia di Mario Bava (1961)
- Il processo di Verona, regia di Carlo Lizzani (1962)
- Cleopatra, regia di Joseph L. Mankiewicz (1963)
- Maciste l'eroe più grande del mondo, regia di Michele Lupo (1963)
- I terribili 7, regia di Raffaello Matarazzo (1963)
- Ercole sfida Sansone, regia di Pietro Francisci (1963)
- Genoveffa di Brabante, regia di José Luis Monter (1964)
- Maciste contro i mongoli, regia di Domenico Paolella (1964)
- Maciste nelle miniere di re Salomone, regia di Piero Regnoli (1964)
- 100.000 dollari per Ringo, regia di Alberto De Martino (1965)
- L'uomo dalla pistola d'oro, regia di Alfonso Balcázar (1965)
- Un fiume di dollari, regia di Carlo Lizzani (1966)
- Johnny Oro, regia di Sergio Corbucci (1966)
- Degueyo, regia di Giuseppe Vari (1966)
- Il grande silenzio, regia di Sergio Corbucci (1968)
- L'ultimo avventuriero (The Adventurers), regia di Lewis Gilbert (1969)
- Torino nera, regia di Carlo Lizzani (1970)
- Miami Golem, regia di Alberto De Martino (1985)
- Ladyhawke, regia di Richard Donner (1985)
- 7, Hyden Park - La casa maledetta, regia di Alberto De Martino (1985)
- Un delitto poco comune, regia di Ruggero Deodato (1988)
- Bachi da seta, regia di Gilberto Visintin (1988)
- Francesco, regia di Liliana Cavani (1989)
- Mi manca Marcella, regia di Renata Amato (1992)
- Mutande pazze, regia di Roberto D'Agostino (1992)
- I giudici - Excellent Cadavers, regia di Ricky Tognazzi (1999)
- I cavalieri che fecero l'impresa, regia di Pupi Avati (2001)
- Fratella e sorello, regia di Sergio Citti (2005)
- La maschera d'acqua, regia di Salvatore Ciulla (2007)
- The International, regia di Tom Tykwer (2009)
- Polvere, regia di Massimo D'Epiro e Danilo Proietti (2009)[1]
- Il principe, regia di Matteo Albano – cortometraggio (2009)
- Love 2.0, regia di Gianpiero Alicchio – cortometraggio (2015)
- The Startup, regia di Alessandro D'Alatri (2017)
- House of Gucci, regia di Ridley Scott (2021)
- Trafficante di virus, regia di Costanza Quatriglio (2021)
- E buonanotte - Storia del ragazzo senza sonno, regia di Massimo Cappelli (2022)
- Lamborghini - The Man Behind the Legend, regia di Bobby Moresco (2022)
- Prima di andare via, regia di Massimo Cappelli (2023)
- Conclave, regia di Edward Berger (2024)
- La dolce villa, regia di Mark Waters (2024)

### Televisione
- Demetrio Pianelli, regia di Sandro Bolchi – miniserie TV (1963)
- David Copperfield, regia di Anton Giulio Majano – miniserie TV (1965)
- Il conte di Montecristo, regia di Edmo Fenoglio – miniserie TV (1966)
- Quinta colonna, regia di Vittorio Cottafavi – miniserie TV (1966)
- Le inchieste del commissario Maigret – serie TV, episodi L'innamorato della signora Maigret e Il cadavere scomparso (1966-1968)
- Vita di Cavour, regia di Piero Schivazappa – miniserie TV (1967)
- La fiera delle vanità, regia di Anton Giulio Majano – miniserie TV (1967)
- Centostorie – serie TV, episodio Paolino e la sveglia matta (1968)
- Il Circolo Pickwick, regia di Ugo Gregoretti – miniserie TV (1968)
- Agamennone di Vittorio Alfieri, regia di Davide Montemurri, trasmessa il 25 giugno 1968.[2]
- Il segreto di Luca, regia di Ottavio Spadaro – miniserie TV (1969)
- Lo sa solo il pesce rosso di Jean Barbier e Dominique Nohain, regia di Carlo Di Stefano - prosa televisiva trasmessa il 30 gennaio 1976.[3]
- Qui squadra mobile – serie TV, episodio 2x03 (1976)
- Il '98, regia di Sandro Bolchi – miniserie TV (1978)[4]
- Il mercante di Venezia di William Shakespeare, regia di Gianfranco De Bosio - prosa televisiva trasmessa il 23 e 24 marzo 1979.[5]
- Anna Kuliscioff, regia di Roberto Guicciardini – miniserie TV (1981)
- Inverno al mare, regia di Silverio Blasi – miniserie TV (1982)
- L'armata Sagapò, regia di Pino Passalacqua – film TV (1985)
- Investigatori d'Italia, regia di Paolo Poeti – miniserie TV (1987)
- Turno di notte – serie TV, episodio 1x08 (1987)
- Festa di Capodanno, regia di Piero Schivazappa – miniserie TV (1988)
- I ragazzi del muretto – serie TV, episodi 1x03-1x11 (1991)
- Mosè, regia di Roger Young – miniserie TV (1995)
- Trenta righe per un delitto, regia di Lodovico Gasparini – miniserie TV (1998)
- Sei forte, maestro – serie TV (2000)
- Sarò il tuo giudice, regia di Gianluigi Calderone – film TV (2001)
- L'impero, regia di Lamberto Bava – miniserie TV (2001)
- Distretto di Polizia – serie TV (2001)
- Una donna per amico – serie TV, episodio 3x03 (2001)
- Carabinieri – serie TV
- San Giovanni - L'apocalisse, regia di Raffaele Mertes – film TV (2002)
- Il bello delle donne – serie TV, episodio 1x02 (2002)
- Sospetti – serie TV, 3 episodi (2003)
- Vivere – serial TV, 90 puntate (2004-2005)
- Crimini – serie TV, episodio Troppi equivoci (2006)
- Attacco allo Stato, regia di Michele Soavi – miniserie TV (2006)
- La buona battaglia - Don Pietro Pappagallo, regia di Gianfranco Albano – miniserie TV (2006)
- Don Matteo – serie TV, episodi 5x11-14x10 (2006-2024)
- Gente di mare – serie TV (2006)
- Provaci ancora prof! – serie TV, episodio 2x03 (2007)
- Donna detective – serie TV (2007)
- Mal'aria, regia di Paolo Bianchini – miniserie TV (2009)
- Narcissus – serie TV, episodio Pilote (2015)
- Come quando fuori piove – serie TV, episodio 1x12 (2018)
- Hashishins – serie TV, episodi 1x01-1x02 (2021)
- Un professore – serie TV (2021)
- One Trillion Dollars, regia di Florian Baxmeyer – miniserie TV (2023)
- La farfalla impazzita, regia di Kiko Rosati – film TV (2025)

## Teatro
- Il diavolo in giardino, regia di Luchino Visconti. Teatro Massimo di Palermo (1963)
- Agamennone di Vittorio Alfieri, regia di Giorgio Albertazzi. Teatro Olimpico di Vicenza (1968)
- Il mercante di Venezia di William Shakespeare, regia di Gianfranco De Bosio. Teatro Carcano (1979)
- Prima del silenzio, testo e regia di Giuseppe Patroni Griffi. Teatro Nazionale di Roma (1991)[6]
- Il lutto si addice ad Elettra di Eugene O'Neill, regia di Edmo Fenoglio. Teatro Ghione
- Zota, liberamente tratto dal film La notte delle matite spezzate e rappresentato nel chiostro della Basilica di S. Fortunato al Festival di Todi

## Radio
- Le tigri di Mompracem di Romana Petri, da Emilio Salgari, regia di Guido Piccoli - sceneggiato (Rai Radio 2, 2002)[7]
- Le inchieste del commissario Maigret: Felicie - sceneggiato (Rai Radio 2, 2002)
- L'alta cucina di Nero Wolfe - sceneggiato (Rai Radio 2, 2003)
- Mata Hari - La doppia vita di Greta Zelle, testo e regia di Arturo Villone - sceneggiato (Rai Radio 2, 2003)[8]
- Blade Runner, cacciatore di androidi - sceneggiato (Rai Radio 2, 2003)
- Madame Bonaparte, testo e regia di Linda Brunetta - sceneggiato (Rai Radio 2, 2005)[9]

## Doppiaggio

### Film
- Val Kilmer in The Doors, Batman Forever, L'isola perduta, Salton Sea - Incubi e menzogne, Kiss Kiss Bang Bang, Linea nemica - 5 Days of War
- Cillian Murphy in Red Eye, Il vento che accarezza l'erba, Peacock, Retreat - Nessuna via di fuga, Broken - Una vita spezzata, Missione Anthropoid
- Michael Stuhlbarg in Hitchcock, L'ultima parola - La vera storia di Dalton Trumbo, La forma dell'acqua - The Shape of Water
- Ben Mendelsohn in Animal Kingdom, Il ribelle - Starred Up, Slow West, Lost River, Babyteeth - Tutti i colori di Milla
- Timothy Hutton in Taps - Squilli di rivolta, Gente comune, L'ultima vacanza, L'uomo nell'ombra
- Michael C. Hall in Giovani ribelli - Kill Your Darlings, Cold in July - Freddo a luglio, Dexter
- Tom Hollander in Pirati dei Caraibi - La maledizione del forziere fantasma, Pirati dei Caraibi - Ai confini del mondo
- BD Wong in Jurassic Park, Jurassic World, Jurassic World - Il regno distrutto
- Quentin Tarantino in Dal tramonto all'alba, Four Rooms, Sukiyaki Western Django
- Michael Sheen in Il maledetto United, Midnight in Paris, La regola del gioco
- Kevin Bacon in Tremors, Che aria tira lassù?, Sognando Manhattan
- Johnny Knoxville in A testa alta, The Last Stand - L'ultima sfida, Skiptrace
- Mads Mikkelsen in Casino Royale, I Am Dina, Scontro tra titani
- C. Thomas Howell in Favole e bugie, Impulso omicida, Soul Man
- Zach Galligan in Gremlins, Gremlins 2 - La nuova stirpe
- Eric Stoltz in La mosca 2 e Money - Intrigo in nove mosse
- James Spader in Sesso, bugie e videotape, Cattive compagnie
- David Caruso ne Il bacio della morte, Rapimento e riscatto
- Jim Caviezel in La sottile linea rossa, Il tempo di vincere
- Edward Norton in Le crociate - Kingdom of Heaven, Stone
- Ben Foster in Alpha Dog, Rampart
- Guy Pearce in Houdini - L'ultimo mago, Lawless
- Patrick Wilson in Watchmen, Purple Violets
- Ron Eldard in La casa di sabbia e nebbia, Super 8
- Christian Bale in I fiori della guerra, La grande scommessa
- David Hyde Pierce in Abbasso l'amore, L'esorcismo - Ultimo atto
- David Keith in Ufficiale e gentiluomo, Behind Enemy Lines - Dietro le linee nemiche
- Thomas Kretschmann in La caduta - Gli ultimi giorni di Hitler, Open Grave
- Naveen Andrews in Kamasutra, Grindhouse - Planet Terror
- Ian Weighill in Pomi d'ottone e manici di scopa
- Matthew Broderick in Ladyhawke
- Cris Campion in Pirati
- Kiefer Sutherland in Stand by Me - Ricordo di un'estate
- Forest Whitaker in Good Morning, Vietnam
- Vincent D'Onofrio in Full Metal Jacket
- Emilio Estevez in Young Guns - Giovani pistole
- Nicolas Cage in Stress da vampiro
- Benoît Poelvoorde in Il cameraman e l'assassino
- Jeff Anderson in Clerks - Commessi
- Robert Downey Jr. in Assassini nati - Natural Born Killers
- Benicio del Toro ne I soliti sospetti
- Joe Pantoliano in Bound - Torbido inganno
- Saïd Taghmaoui in L'odio
- Tim Robbins in Arlington Road - L'inganno
- Jeff Daniels in Debito di sangue
- Anthony Mackie in Lei mi odia
- Brad Pitt in Troy
- Mark Ruffalo in Se solo fosse vero
- Matthew Goode in Match Point
- Robert Carlyle in Eragon
- Martin Donovan in The Sentinel - Il traditore al tuo fianco
- Scott Caan in Lonely Hearts
- Simon Pegg in Mission: Impossible III
- Benno Fürmann in North Face - Una storia vera
- Jason Flemyng in Stardust
- Jeremy Renner in 28 settimane dopo
- Steven Pasquale in Aliens vs. Predator 2
- David Wenham in Australia
- Kim Yoon-seok in The Chaser
- Adel Bencherif in Il profeta
- Christopher Evan Welch in Basta che funzioni
- Michael Kenneth Williams in The Road
- Gary Oldman in A Christmas Carol[10]
- Robert Knepper in R.I.P.D. - Poliziotti dall'aldilà
- Timothy Olyphant in Hitman - L'assassino
- Matthew Fox in Alex Cross - La memoria del killer
- Joe Anderson in The Grey
- Kevin Durand in Cosmopolis
- Édgar Ramírez in The Counselor - Il procuratore
- Ryan Gosling in Lars e una ragazza tutta sua
- Barry Pepper in Broken City
- Michael Eklund in The Call
- Nick Offerman in In a World... - Ascolta la mia voce
- Guillaume de Tonquédec ne Il paradiso degli orchi[11]
- Sharlto Copley in Maleficent
- Alessandro Nivola in 1981: Indagine a New York
- Stephen Kunken in Café Society
- Luis Tosar in Box 314 - La rapina di Valencia
- Ahmed Selim in Omicidio al Cairo
- Richard E. Grant in Copia originale

### Film d'animazione
- Mowgli ne Il libro della giungla
- Tamburino cucciolo in Bambi (ridoppiaggio)
- Linus van Pelt in Arriva Charlie Brown
- Henry Fussy ne La meravigliosa, stupenda storia di Carlotta e del porcellino Wilbur
- Arsenio Lupin III in Lupin III - Il castello di Cagliostro (primo doppiaggio)
- Tony Toponi in Fievel sbarca in America
- Albert Heinrich / Cyborg 004 in Cyborg 009 vs Devilman
- Kajiki in Kenshin - Samurai vagabondo: The Movie
- Divina in L'arca di Noè
- Capitan Harlock in Capitan Harlock - L'Arcadia della mia giovinezza (ridoppiaggio)
- Freezer in Dragon Ball Z - La resurrezione di 'F'
- Ardyn Izunia in Kingsglaive: Final Fantasy XV
- Saigou in Lupin the IIIrd - Ishikawa Goemon getto di sangue
- Marcel Proust in Dililì a Parigi

### Televisione
- Michael C. Hall in Dexter, Safe, Dexter: New Blood, Dexter: Original Sin, Dexter: Resurrection
- Robert Knepper in Prison Break, Cult
- Gary Sinise in Criminal Minds, Criminal Minds: Beyond Borders
- BD Wong in Gotham (1^voce)
- Jamie Bamber in NCIS - Unità anticrimine
- Sam Trammell in True Blood
- Michael Dudikoff in Cobra Investigazioni
- Vladimir Putin in The Putin Interviews
- Neil Sandilands in Sweet Tooth
- David Lyons in Revolution
- Ben Mendelsohn in Bloodline
- Clayton Norcross in Beautiful
- Marco de la O in El Chapo
- Timothy Olyphant in Deadwood (st. 1-2)
- Greg Kinnear in The Kennedys
- Patrick Wilson in Fargo
- James Purefoy in Roma (st. 1)
- Tony Dalton in Better Call Saul (st. 4-5)
- Jon Daly in I'm Dying Up Here - Chi è di scena?
- Alan Tudyk in Dirk Gently - Agenzia di investigazione olistica
- Paul Anderson in Peaky Blinders
- Gage Munroe in Tales of the Walking Dead
- Miguel de Miguel in Sangre de mi tierra
- Michael Stuhlbarg in Dopesick - Dichiarazione di dipendenza

### Serie animate
- Jacques (ep. 3.6), Glen, Regis Philbin e ispettore sanitario ne I Simpson[12]
- Warlord Morrat, Daredevil e Maximus ne I Fantastici Quattro
- Torchman e Magicman in MegaMan NT Warrior
- Il Capo in L'incredibile Hulk
- Spirit Death Scythe in Soul Eater
- Remì in Remì - Senza famiglia
- Mr. Stewart in Sonic X
- Jin in Samurai Champloo
- Benny in Black Lagoon
- Mitsuhiro Maniwa in Paranoia Agent
- Voce addizionale in Onimusha

### Videogiochi
- Le Chiffre in Quantum of Solace[13]
- Henry Wu in Jurassic World Evolution[14]